# Louis-Antoine Dornel
Louis-Antoine Dornel (Béthemont-la-Forêt, Francia, ca. 1685 - París, 1765) fue un compositor francés de música barroca, clavecinista, organista y violinista.

## Biografía
Probablemente fue discípulo del organista Nicolas Lebègue. Fue nombrado organista en la iglesia de Santa María Magdalena en 1706, donde tomó el relevo de François d'Agincourt. Finalista en el concurso para el puesto que había sido de Jean-Philippe Rameau, rechazó sin embargo las condiciones ofrecidas por las autoridades eclesiásticas. Ocupó varios puestos de organista en París durante el período 1714 a 1748. En 1719 fue nombrado organista de la abadía de Sainte-Genevieve, tras la muerte de André Raison.
Desde 1725 hasta 1742, Dornel fue nombrado sucesor de du Boussetto como maestro de música de la Academia Francesa. Se le encargó un gran motete para coro y orquesta para ser interpretado por la Academia cada año en la fiesta de San Luis (25 de agosto), pero no nos ha llegado nada del mismo. Las obras de Dornel para clave y órgano estaban bien consideradas en su época: el Mercure de France afirmaba que eran "fort estimées et de très facile exécution".
Poco más sabemos del resto de la carrera musical de Dornel, excepto que el manuscrito para órgano más reciente que ha sobrevivido data de 1756.
Dado que Dornel no era un músico de corte asalariado, respondía más bien a los gustos de las sociedades de conciertos creadas por la aristocracia francesa, especialmente a la popularidad de la forma sonata preconizada por Marc-Antoine Charpentier (músico de formación italiana), más que a las tradicionales suites de la danza francesa.

## Obras
Las piezas de Dornel que han sobrevivido hasta nuestros días comprenden:
- Cuatro libros de música de cámara: Livre de simphonies contenant six suites en trio avec une sonate en quatuor (1709), Sonates à violon seul et suites pour la flûte traversière avec la basse (1711), Sonates en trio pour les flûtes allemandes, violons, hautbois (1713), y Concerts de simphonies (1723)
- Una colección de piezas para clave (1731), compuesta de piezas de carácter —movimientos en miniatura con evocadores títulos, muy del gusto de la burguesía y popularizados por Couperin—

- Música vocal, titulada airs sérieux, publicada por Ballard en 1706.
- Cuatro cantatas , y una serie de piezas para órgano no publicadas.

También fue autor de un libro de teoría musical publicado en 1745: Le tour du clavier sur tous les tons.

## Obras para órgano
Una serie de piezas para órgano inéditas (c. 1756) sobrevive en manuscrito (Bibliothèque Ste-Geneviève, París), y fueron publicadas por Norbert Dufourcq en 1965 (Ed. Schola Cantorum, París).